# نورث سالم (نيويورك)
نورث سالم (بالإنجليزية: North Salem, New York)‏ هي بلدة أمريكية تقع في الولايات المتحدة في مقاطعة ويستتشستر، نيويورك. يقدر عدد سكانها بـ 5,104 نسمة ومساحتها 59.2 كم2 وترتفع عن سطح البحر 103 متر.

## أعلام
- روني باسكال
- ناتالي هايز هاموند
- داريوس أوغدن ميلز
- شابمان غرانت
- جيمس آر. هاو